# Hallsjön, Skåne
Hallsjön är en sjö i Kristianstads kommun i Skåne och ingår i Skräbeåns huvudavrinningsområde. Sjön har en area på 0,0967 kvadratkilometer och ligger 80,3 meter över havet.

## Delavrinningsområde
Hallsjön ingår i det delavrinningsområde (624206-141285) som SMHI kallar för Inloppet i Filkesjön. Medelhöjden är 85 meter över havet och ytan är 0,63 kvadratkilometer. Räknas de 14 avrinningsområdena uppströms in blir den ackumulerade arean 275,63 kvadratkilometer. Avrinningsområdets utflöde Skräbeån (Alltidhultsån) mynnar i havet. Avrinningsområdet består mestadels av skog (85 procent). Avrinningsområdet har 0,1 kvadratkilometer vattenytor vilket ger det en sjöprocent på 15,2 procent.